# 1817
1817 (số La Mã: MDCCCXVII) là một năm thường bắt đầu vào thứ Tư trong lịch Gregory.

## Sự kiện
Năm 1817, nam tước người Đức là Baron Karl von Drais đã phát minh ra chiếc xe mang tên ông gọi là Draisienne (xe của Drais) được xem là tổ tiên của xe đạp. Drais đã giới thiệu mô hình xe này cho công chúng tại Mannheim vào mùa hè 1817.

## Sinh
- 4 tháng 1 – Nguyễn Phúc Miên Áo, tước phong Phú Bình Quận vương, hoàng tử con vua Minh Mạng (m. 1865)
- 16 tháng 2 – Nguyễn Phúc Miên Thần, tước phong Nghi Hòa Quận công, hoàng tử con vua Minh Mạng (m. 1878)
- 28 tháng 2 – Nguyễn Phúc Miên Phú, tước phong Phù Mỹ Quận công, hoàng tử con vua Minh Mạng (m. 1885)
- 26 tháng 7 – Nguyễn Phúc Lương Đức, phong hiệu An Thường Công chúa, công chúa con vua Minh Mạng (m. 1891)
- 11 tháng 10 – Marie Amelie xứ Baden, Đại Công nữ Baden, Công tước phu nhân xứ Hamilton.
- Không rõ – Nguyễn Phúc Quang Tĩnh, phong hiệu Hương La Công chúa, công chúa con vua Minh Mạng (m. 1844)